# صندلی-X

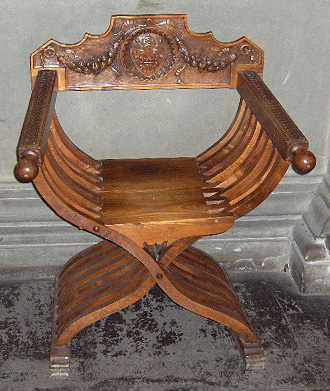
صندلی با قاب-صلیب در پالاتزو وکیو، فلورانس

صندلی-X (به انگلیسی: X-chair) (همچنین به اسامی: صندلی قیچی، صندلی دانته، صندلی ساونارولا یا فالداستول [چهارپایه‌تاشو] نیز شناخته می‌شود)، صندلی با بدنۀ X-شکل است. از نظر تاریخی این صندلی شناخته شده‌ای است که در مصر باستان، روم و یونان استفاده می‌شده‌ است.

## کتابشناسی
- واژه‌نامه طراحی: درمان آپارتمانی با صندلی ساونارولا و دانته، ۹ ژوئن ۲۰۱۱ میلادی.